# 鞍山道街道
鞍山道街道，是中华人民共和国内蒙古自治区包头市昆都仑区下辖的一个乡镇级行政单位。

## 行政区划
鞍山道街道下辖以下地区：
团结十一号街坊南社区、团结十一号街坊北社区、团结十二号街坊社区、团结十四号街坊社区、团结十六号街坊社区、青年十四号街坊社区、青年十五号街坊社区、团结九号街坊社区、团结十号街坊社区、团结十三号街坊社区、团结十五号街坊社区和青年十二号街坊社区。